# آلدو ریوا
آلدو ریوا (انگلیسی: Aldo Riva؛ زادهٔ ۲۹ ژوئن ۱۹۲۳) بازیکن فوتبال اهل ایتالیا است.
از باشگاه‌هایی که در آن بازی کرده‌است می‌توان به باشگاه فوتبال کرمونزه و باشگاه فوتبال آ.اس. رم اشاره کرد.